# Mary Stayed Out All Night
Mary Stayed Out All Night (en hangul, 매리는 외박중) también conocida en español como Mary se quedara fuera toda la noche, La noche traviesa de Mary y Una noche con Mary, es una serie de televisión surcoreana emitida durante 2012 y protagonizada por Moon Geun Young, Jang Keun Suk y Kim Jae Wook.
Fue transmitida por KBS 2TV desde el 8 de noviembre hasta el 28 de diciembre de 2010, con una longitud final de 16 episodios emitidos cada lunes y martes a las 21:55 (KST). Está basada en el webtoon de Won Soo Yeon del mismo título.

## Sinopsis
Wi Mae Ri (Moon Geun Young), una chica optimista y dulce que se ve enfrentada en un dilema por escoger uno de los dos chicos que tiene en su destino. Por un lado tiene Kang Moo Kyul (Jang Keun Suk) un músico que por obra del destino es arrollado por Mae Ri levemente y con él cual comienza a desarrollar una gran amistad que aunque a veces no se lleven bien poco a poco se convierte en amor y por el otro a Byun Jung In (Kim Jae Wook) el heredero de una refinada familia adinerada, educado, el chico ideal para Mae Ri y cuyo padre, junto con el de la muchacha conspiran para casarlos ambos.
Cuándo Mae Ri descubre las intenciones de su padre, este le da 100 días para que a su término escoja con cuál de estos chicos deberá quedarse, poniéndola en una bochornosa situación en la que habrá sentimientos encontrados.

## Reparto

### Principal
- Moon Geun Young como Wi Mary:

Es una chica dulce, alegre y optimista aunque a veces puede ser algo llorona, gritona o enojada siempre piensa positivamente. Ella conoce a Kang Moo Kyul líder de una banda de rock en un accidente automovilístico. Ese encuentro hace que ellos se hagan unos grandes amigos y que al final su relación se convierta en amor.
- Jang Keun Suk como Kang Moo Kyul:

Vocalista principal y guitarrista de una banda de rock. Él siempre es callado y no le gusta hablar mucho. Él no está interesado en la fama, y la música es su vida. Tiene un trauma por su madre, él no quiere casarse con ninguna mujer en su vida. Hasta que conoce a Mae Ri, que encaja totalmente con él. Y se casan en un matrimonio falso de 100 días para evitar el matrimonio arreglado por el padre de Mae Ri con Jung In. Él ni siquiera sabe el significado de familia, él no sabe lo que la verdadera lealtad y el amor son. Pero poco a poco se enamora de Mae Ri y se enfrenta al rival Jung In.
- Kim Jae Wook como Byun Jung In:

Representante líder de JI Entertainment, una muy conocida compañía de dramas. Es quien desde la niñez tiene arreglado el futuro matrimonio con Mary. Inicialmente no parece interesado en ella, sin embargo la calidez de Mary, su trato respetuoso y cariñoso en los detalles comienza a conmoverlo hasta despertar el enamoramiento en este personaje. Entrará en el juego del matrimonio por 100 días y se dará cuenta que su amor consiste en ver feliz a Mary, lo que implicará el enfrentamiento con su propio padre. 
- Kim Hyo Jin como Seo Joon:

Es caprichosa, excéntrica y un poco arrogante fue novia de Kang Moo Kiul por un tiempo aunque su forma de ser no es muy buena la gente la quiere porque ella es muy leal. Este personaje cumple un rol fundamental en los vaivenes de la pareja principal, así como en el desenlace.

### Secundario
Familia
- Park Joon Kyu como Jung Suk (Padre de Jung In).
- Park Sang-myun como Wi Dae-han (Padre de Mery).
- Lee Ah Hyun como Kam So Young (Madre de Moo Kyul).

Amigos y compañeros de trabajo
- Shim Yi Young como Bang Shil Jang.
- Lee Sun Ho como Lee Ahn.
- Kim Min Gyu como Rino.
- Geum Ho Suk como Yohan.
- Park Chul Hyun como Leo.
- Kim Hae Rim como Ji Hye.
- Lee Eun como So Ra.

## Banda sonora
- Han Seung Yun (KARA) - «Super Star».
- The TRAX - «Tell Me Your Love».
- Jang Geun Suk - «Take Care, My Bus!».
- Jang Geun Suk - «My Precious».
- Janinto - «Europa».
- M to M - «Because of Her».
- In Ho Jin (Sweet Sorrow) - «She's Mine».
- Kim Hyo Jin - «My Precious».
- Jung Hwan - «Because of Her».
- Ernest - «My Precious».
- Jang Geun Suk - «Hello Hello».
- Jang Geun Suk - «I Will Promise You»

## Recepción

### Audiencia
En Azul la audiencia más baja y en rojo la más alta, correspondientes a las empresas medidoras TNms y AGB Nielsen.
| Ep. # | Fecha original de emisión | Share        | Share        | Share       | Share       |
| Ep. # | Fecha original de emisión | TNmS Ratings | TNmS Ratings | AGB Nielsen | AGB Nielsen |
| Ep. # | Fecha original de emisión | Nacional     | Seúl         | Nacional    | Seúl        |
| ----- | ------------------------- | ------------ | ------------ | ----------- | ----------- |
| 1     | 8 de noviembre de 2010    | 6.7 %        | 7.3 %        | 8.5 %       | 9.7 %       |
| 2     | 9 de noviembre de 2010    | 7.0 %        | 7.3 %        | 8.0 %       | 8.5 %       |
| 3     | 15 de noviembre de 2010   | 8.8 %        | 8.7 %        | 9.0 %       | 9.8 %       |
| 4     | 16 de noviembre de 2010   | 7.0 %        | 7.1 %        | 8.8 %       | 9.6 %       |
| 5     | 22 de noviembre de 2010   | 7.1 %        | 7.2 %        | 7.8 %       | 7.6 %       |
| 6     | 29 de noviembre de 2010   | 6.6 %        | 7.2 %        | 6.6 %       | 7.7 %       |
| 7     | 30 de noviembre de 2010   | 7.1 %        | 7.4 %        | 6.7 %       | 7.0 %       |
| 8     | 6 de diciembre de 2010    | 5.6 %        | 6.7 %        | 7.9 %       | 8.8 %       |
| 9     | 7 de diciembre de 2010    | 5.1 %        | 6.5 %        | 5.7 %       | 6.9 %       |
| 10    | 13 de diciembre de 2010   | 5.6 %        | 6.9 %        | 6.1 %       | 7.1 %       |
| 11    | 13 de diciembre de 2010   | 6.1 %        | 7.2 %        | 8.4 %       | 8.6 %       |
| 12    | 14 de diciembre de 2010   | 5.0 %        | 6.8 %        | 6.3 %       | 7.5 %       |
| 13    | 20 de diciembre de 2010   | 5.9 %        | 6.9 %        | 6.4 %       | 7.8 %       |
| 14    | 21 de diciembre de 2010   | 5.9 %        | 6.8 %        | 6.6 %       | 7.5 %       |
| 15    | 27 de diciembre de 2010   | 5.3 %        | 6.6 %        | 5.9 %       | 6.7 %       |
| 16    | 28 de diciembre de 2010   | 6.6 %        | 7.4 %        | 7.3 %       | 8.0 %       |

## Emisión internacional
- Arabia Saudita: : MBC4 (2013).
- China: STAR Xing Kong (2011).
- Chile: ETC (2017).
- Perú: Willax tv (2022).
- Emiratos Árabes Unidos: MBC4 (2013).
- Hong Kong: J2 (2012).
- Japón: DATV (2011) y TBS (2011).
- Malasia: 8TV (2011).
- Filipinas: ABS-CBN (2011).
- Singapur: E City (2011).
- Tailandia: Channel 7 (2011).
- Taiwán: Star (2011) y Channel [V] (2012).